# إليانور ماتسورا
إليانور ماتسورا (بالإنجليزية: Eleanor Matsuura) هي ممثلة بريطانية، ولدت في 16 يوليو 1983 في طوكيو في اليابان.

## أعمال

### أفلام
- المرأة الخارقة[4][5][6][7]
- تائه في لندن
- فرقة العدالة[8][9][10]

## وصلات خارجية
- إليانور ماتسورا على موقع IMDb (الإنجليزية)
- إليانور ماتسورا على موقع ألو سيني (الفرنسية)
- إليانور ماتسورا على موقع ميوزك برينز (الإنجليزية)
- إليانور ماتسورا على موقع أول موفي (الإنجليزية)
- إليانور ماتسورا على موقع قاعدة بيانات الفيلم (الإنجليزية)
- إليانور ماتسورا على موقع كينوبويسك (الروسية)